# Geoffroea decorticans

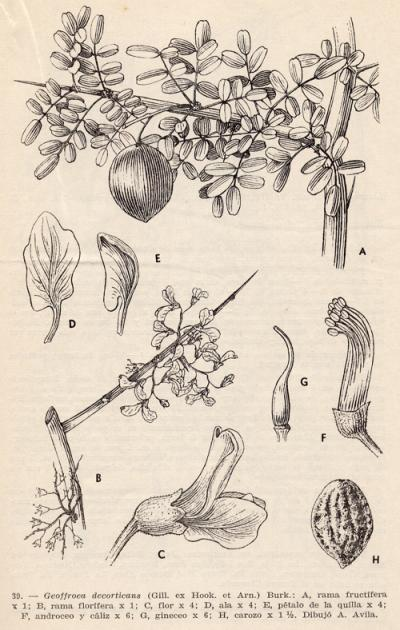
Illustration

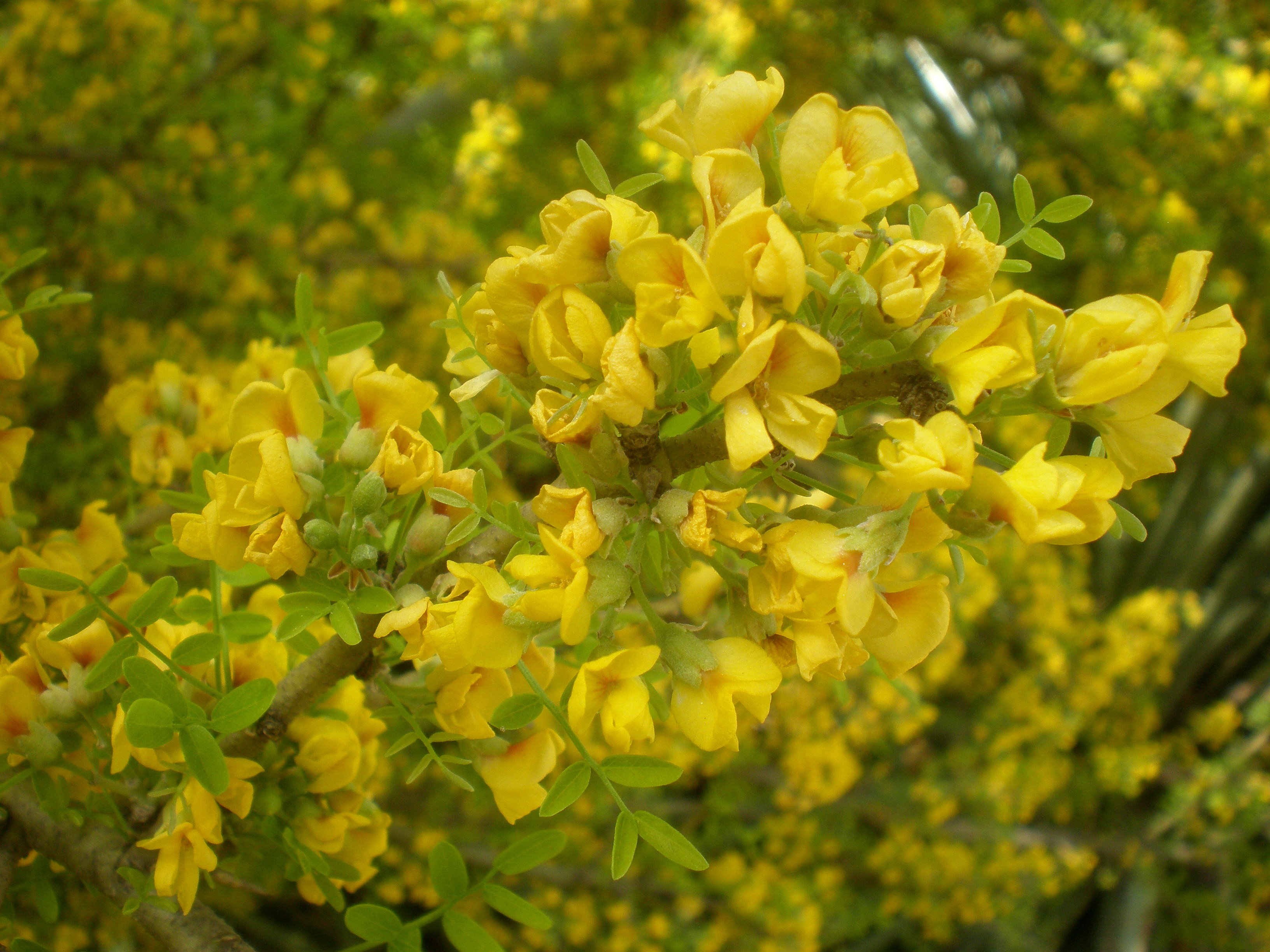
Blüten

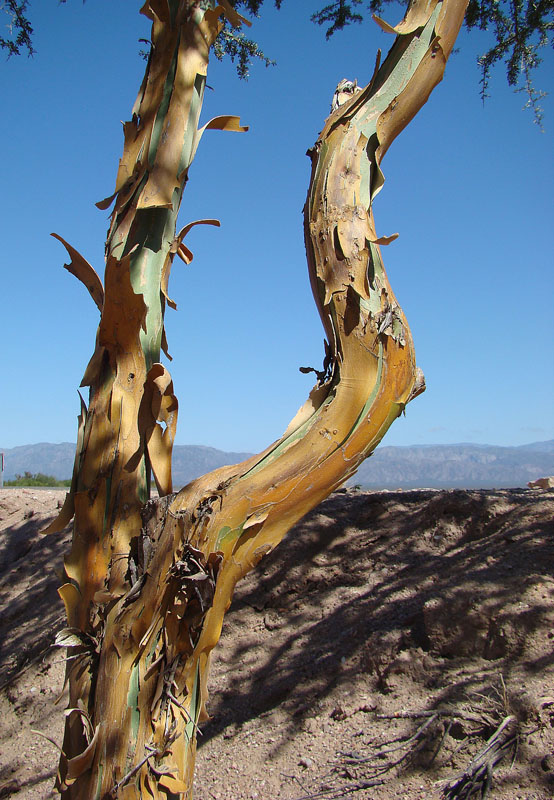
Die Rinde löst sich ab („decorticans“)

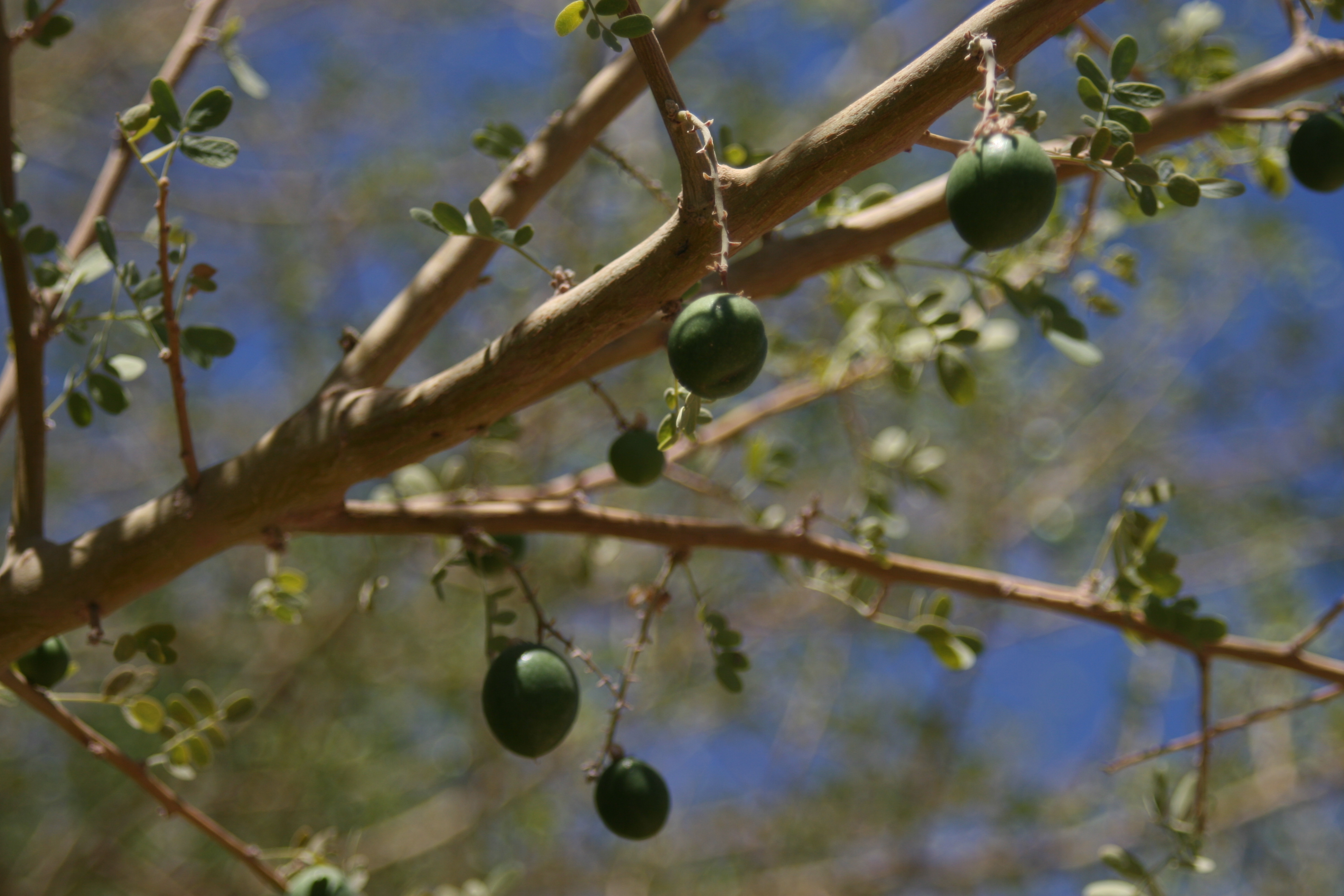
chanãr

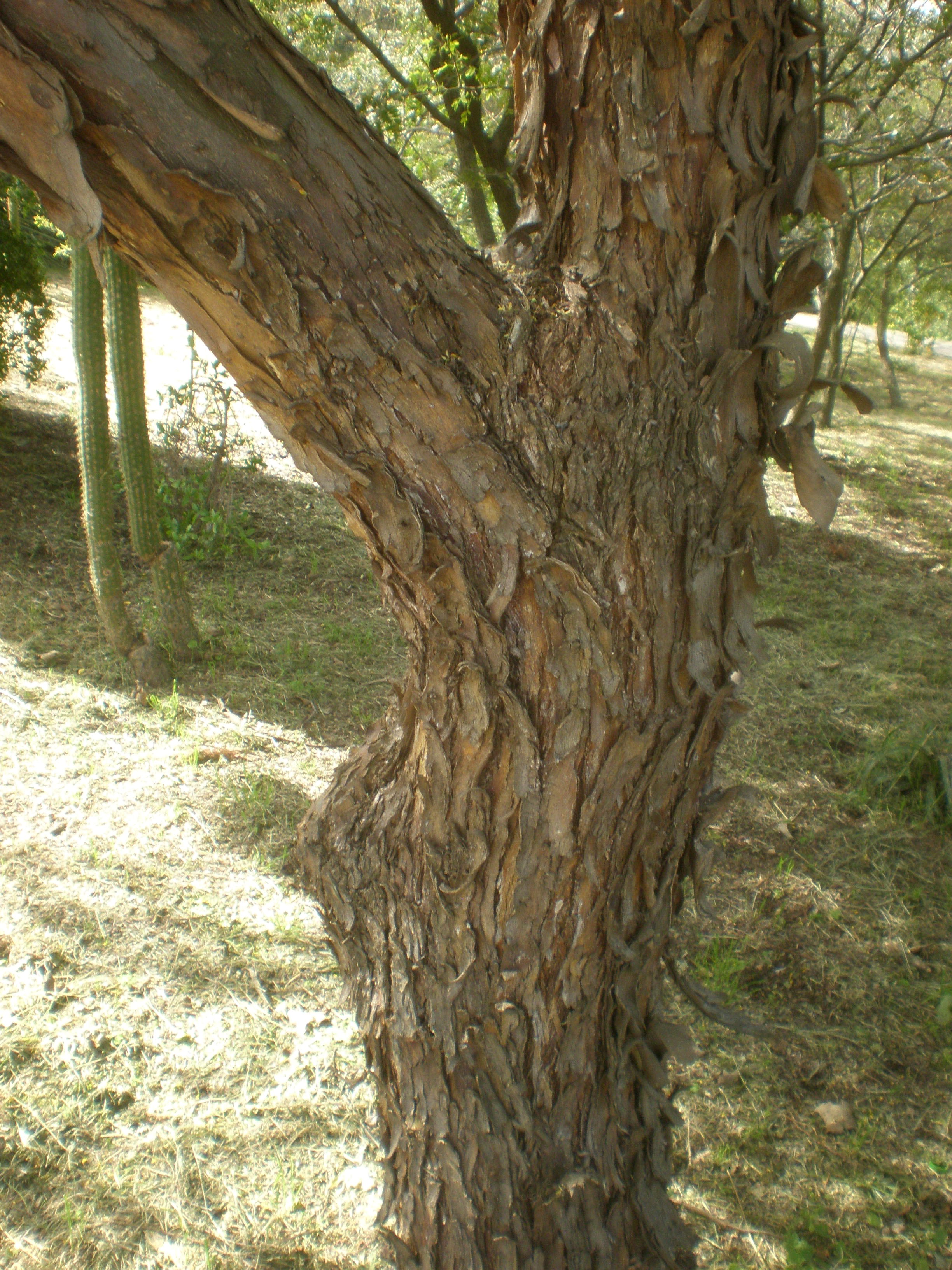
Borke eines älteren Exemplars

Geoffroea decorticans ist ein Baum in der Familie der Hülsenfrüchtler aus der Unterfamilie der Schmetterlingsblütler aus dem südlichen bis westlichen Südamerika. Aus Argentinien, Paraguay, Uruguay, Bolivien, dem mittleren bis nördlichen Chile und Peru. Er kommt bis in eine Höhe von 3000 Meter vor und ist bekannt als Chañar. Der Gattungsname ehrt den französischen Naturforscher Claude-Joseph Geoffroy (1685–1752).

## Beschreibung
Geoffroea decorticans wächst als laubabwerfender und dorniger, relativ langsamwüchsiger, trockenheitsresistenter Baum bis etwa 12 Meter hoch. Der Stammdurchmesser erreicht bis zu 40–60 Zentimeter ist aber meist dünner. Die Pflanze produziert neue Triebe aus den Wurzeln, oft mehrere Meter von der Mutterpflanze entfernt, und kann ein Dickicht bilden. Die bräunliche, dünne Borke ist bei älteren Exemplaren in Streifen, Fetzen abblätternd, darunter ist die Neue grün.
Die wechselständigen oder büscheligen, gestielten Laubblätter sind meist unpaarig gefiedert mit bis zu 13 gegen- bis wechselständigen Blättchen. Die leicht ledrigen und kurz gestielten bis fast sitzenden, ganzrandigen Blättchen sind bis 3 Zentimeter lang und bis 0,8 Zentimeter breit. Sie sind eiförmig bis länglich, elliptisch oder verkehrt-eiförmig. An der Spitze sind sie abgerundet bis gestutzt oder eingebuchtet. Die jungen Blätter sind weißlich behaart und verkahlen dann. Die Dornen sind bis zu 4 Zentimeter lang. Die Nebenblätter sind abfallend.
Geoffroea decorticans ist protogyn, also vorweiblich. Es werden achselständige und traubige, kurze Blütenstände gebildet. Die kleinen, gelben und duftenden, zwittrigen, gestielten bis etwa 1–1,5 Zentimeter langen Schmetterlingsblüten besitzen rötliche und streifige Saftmale an der Fahne. Der glockenförmige, kleine Kelch mit kurzen Zipfeln ist weißlich behaart. Die Petalen und die 10 Staubblätter stehen in der typischen Form der Schmetterlingsblüten. Der oberständige und einkammerige Fruchtknoten ist fein behaart. Es sind Nektarien vorhanden.
Es werden kleine, eiförmige bis rundliche, hell bis dunkel orange-braune und meist kahle, fleischige, bis etwa 1,5–4,5 Zentimeter große, ein- bis zweisamige, schwach zweiteilige Steinfrüchte (selten bei Hülsenfrüchtlern) gebildet.
Die Chromosomenzahl beträgt 2n = 20.

## Taxonomie
Geoffroea decorticans wurde 1833 durch William Jackson Hooker und George Arnott Walker Arnott in Botanical Miscellany London Band 3 Teil 8, Seite 208 Tafel 106 als Gourliea decorticans erstbeschrieben. Sie übernahmen damit den Namen von John Gillies. Der Gattungsname ehrt den englischen Pflanzensammler Robert Gourlie (? – 1832). Die Artbezeichnung „decorticans“ bedeutet, „die Rinde löst sich ab“. Die Art wurde 1949 von dem argentinischen Botaniker Arturo Erhardo Burkart (1906–1975) als Geoffroea decorticans (Gillies ex Hook. & Arn.) Burkart in Darwiniana; Carpeta del Darwinion Band 9 Seite 14 in die Gattung Geoffroea gestellt.

## Verwendung
Die süßen Früchte sind essbar und können roh konsumiert werden, sie schmecken wie Lebkuchen. Sie ähneln denen der Chinesischen Jujube. Meistens werden sie eingeweicht und zu einer Art Melasse (Arrope) verarbeitet. Oder dann gemahlen und fermentiert, daraus wird ein alkoholisches Getränk (Aloja) hergestellt, es wird z. B. in Milchshakes verwendet. Aloja wird auch aus den Früchten anderer Hülsenfrüchtler wie Prosopis alba, Prosopis nigra und Otholobium glandulosum in Chile und im nordwestlichen Argentinien hergestellt. Eine leichte, nicht fermentierte Variante davon ist Añapa.
Die Samen sind ebenfalls essbar.
Die Rinde und Blätter werden medizinisch verwendet.
Aus der Rinde kann auch ein Färbemittel für Textilien gewonnen werden.
Das Holz ist hart und schwer, es wird für einige kleinere Anwendungen genutzt.